# Enoch (Band)
Enoch ist eine 2001 gegründete Funeral-Doom-Band.

## Geschichte
Nach dem Ende der Mailänder Band Ras Algethi beteiligte sich der Ras-Algethi-Schlagzeuger Silvio an diversen zumeist erfolglosen Projektinitiierungen, bis er mit Lorenzo Ottolenghi, Leonardo und Daniele im Jahr 2001 die Band Enoch gründete. Nach einem Jahr Proben veröffentlichte die Band 2002 mit Enuma Elish La Nabu Shamu ihr erstes Demo und beteiligte sich an der Kompilation Chariots Arrive Again Vol. 2 von Foreshadow Productions. Im Sommer 2004 bestritt die Band einen erneuten Aufnahmeprozess der in der Veröffentlichung der EP Tetragrammaton im Selbstverlag mündete. Während das Demo breite positive Resonanz erfuhr, wurde die EP kaum wahrgenommen. Ein in Aussicht gestellter Labelvertrag wurde kurzfristig von dem potentiellen Vertragspartner abgesagt und diverse persönliche Schwierigkeiten der Musiker führten in weitere Verzögerungen der Bandaktivität. Nach der Aufnahme und Veröffentlichung einer weiteren Promotions-Single schloss die Band einen Vertrag mit Satanath Records für die Produktion des 2013 erschienenen Albums Sumerian Chants. Das Album wurde international positiv rezipiert. Nach der Veröffentlichung des Albums wurde die Band mehrfach umbesetzt im Januar 2019 verblieb von der Urbesetzung der Band lediglich der Sänger und Gitarrist Lorenzo Ottolenghi. Als weitere Mitglieder wurden die Gitarristin Giulia, der Schlagzeuger Andrea und der Bassist Maks benannt.

## Stil
Die Musik von Enoch wird dem Funeral Doom zugeordnet. Das Webzine Doom-Metal.com bezeichnet die Band als „Dark Funeral Doom Band,“ der an einem okkulten Klang gelegen ist. Als Vergleich wird auf Skepticism verwiesen. Als Einflüsse benennen die Musiker selbst Urgruppen dies Genres wie Unholy, Thergothon, Esoteric und Skepticism. In Interviews benannte Ottolenghi hinzukommend Celtic Frost, Kreator, Bathory, Darkthrone sowie frühe Katatonia als Inspiration.
Mike Liassides bestätigt in seiner für Doom-Metal.com verfassten Rezension Darkthrone und Celtic Frost als wahrzunehmenden Einfluss. Dieser würde insbesondere im Gitarrenspiel sowie gelegentlich in schnellen Schlagzeug-Passagen und dem gutturalen Krächz- und Keifgesang deutlich. Im Gegensatz zu solchen Bands integriere Enoch jedoch das Keyboard als „zentrales und ikonisches“ Element der Musik. Hierbei würden „luftige und häufig orchestrale Melodien“ mit dem Riffing des Black Metal, ebenso wie der Krächz- und Keifgesang des Black Metals mit Klargesang kombiniert.

## Diskografie
- 2002: Enuma Elish La Nabu Shamu (Demo, Selbstverlag)
- 2004: Tetragrammaton (EP, Selbstverlag)
- 2009: The Dreaming City (Promotion-Single, Selbstverlag)
- 2013: Sumerian Chants (Album, Satanath Records, Niberu Records)
- 2017: Rehearsal 2017 (Demo, Selbstverlag)